# 宇宙泛星系偏振背景成像
宇宙泛星系偏振背景成像（英文：Background Imaging of Cosmic Extragalactic Polarization，縮寫：BICEP）是一系列宇宙微波背景實驗，專注於測量宇宙微波背景輻射的偏振，特別是B模偏振。該系列實驗所使用的望遠鏡分為三代，分別為BICEP1、BICEP2與凱克陣列（簡稱BICEP2）、BICEP3。第三代望遠鏡BICEP3正在興建，預計於2014年暑期竣工。

## 任務目的與團隊組成

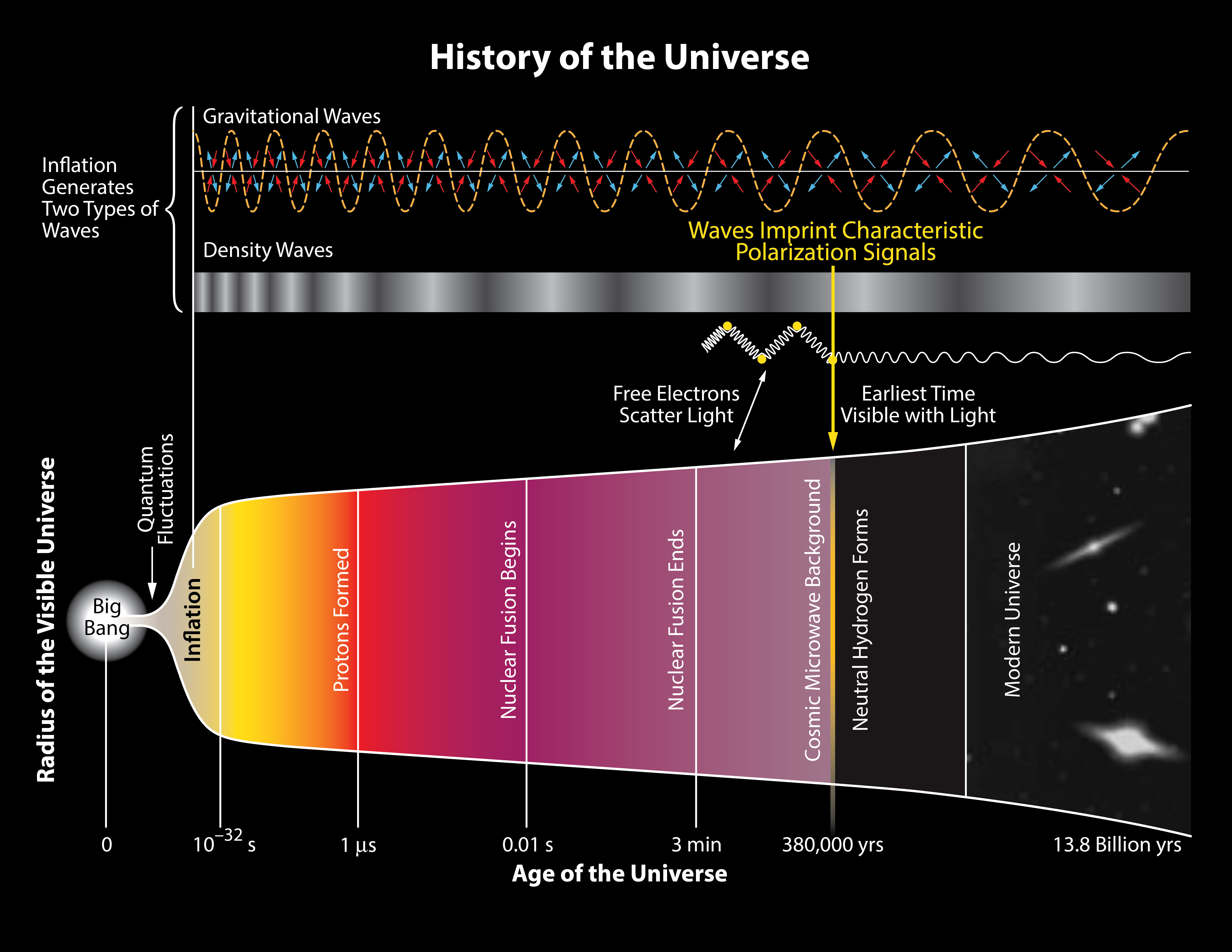
緊接著大爆炸就發生的宇宙暴脹是超光速的空間膨脹，因此可能會產生可觀測到的引力波。

BICEP實驗的目的主要是測量宇宙微波背景的偏振輻射，特別是B模偏振。BICEP實驗室位於阿蒙森-斯科特南極站。經過多年作業，它的各種儀器已詳細勘測在南天極附近的天空。
操作實驗的各個團隊來自於以下研究機構：
- 所有實驗：加州理工學院、卡迪夫大學、芝加哥大學、哈佛－史密松天体物理中心、噴氣推進實驗室、電子情報技術研究所（Laboratoire d'électronique des technologies de l'information）、明尼蘇達大學、史丹福大學。
- BICEP1、BICEP2：聖地牙哥加州大學。
- BICEP2、凱克陣列、BICEP3：國家標準技術研究所、英屬哥倫比亞大學、多倫多大學。
- 凱克陣列：凱斯西儲大學

| 望遠鏡   | 開始 | 結束 | 頻率    | 分辨率 | 傳感器（像素） | 參考來源     |
| -------- | ---- | ---- | ------- | ------ | -------------- | ------------ |
| BICEP1   | 2006 | 2008 | 100 GHz | 0.93°  | 50 (25)        | [ 4 ] [ 5 ]  |
| BICEP1   | 2006 | 2008 | 150 GHz | 0.60°  | 48 (24)        | [ 4 ]        |
| BICEP2   | 2010 | 2012 | 150 GHz | 0.52°  | 500 (250)      | [ 11 ]       |
| 凱克陣列 | 2011 | 2011 | 150 GHz | 0.52°  | 1488 (744)     | [ 12 ] [ 6 ] |
| 凱克陣列 | 2012 | 2012 | 150 GHz | 0.52°  | 2480 (1240)    | [ 12 ] [ 6 ] |
| 凱克陣列 | 2013 | —    | 150 GHz | 0.52°  | 1488 (744)     | [ 12 ]       |
| 凱克陣列 | 2013 | —    | 100 GHz |        | 992            | [ 12 ]       |
| BICEP3   | 2013 | —    | 95 GHz  | 0.37°  | 2560 (1280)    | [ 13 ]       |

## BICEP1
第一代BICEP望遠鏡觀察天空中波頻分別為100、150 GHz（波長分別為3 mm與2 mm）的微波，角分辨率分別為1.0、0.7 度。 它的陣列由98個探測器組成，其中50個為100 GHz，另外48個為150 GHz。它們都可以觀察到宇宙微波背景的偏振輻射；每一個觀察偏振輻射的像素由一對探測器構成。這台望遠鏡是未來更具功能的望遠鏡的雛型；2006年1月開始運轉，直到2008年底除役為止。

## BICEP2

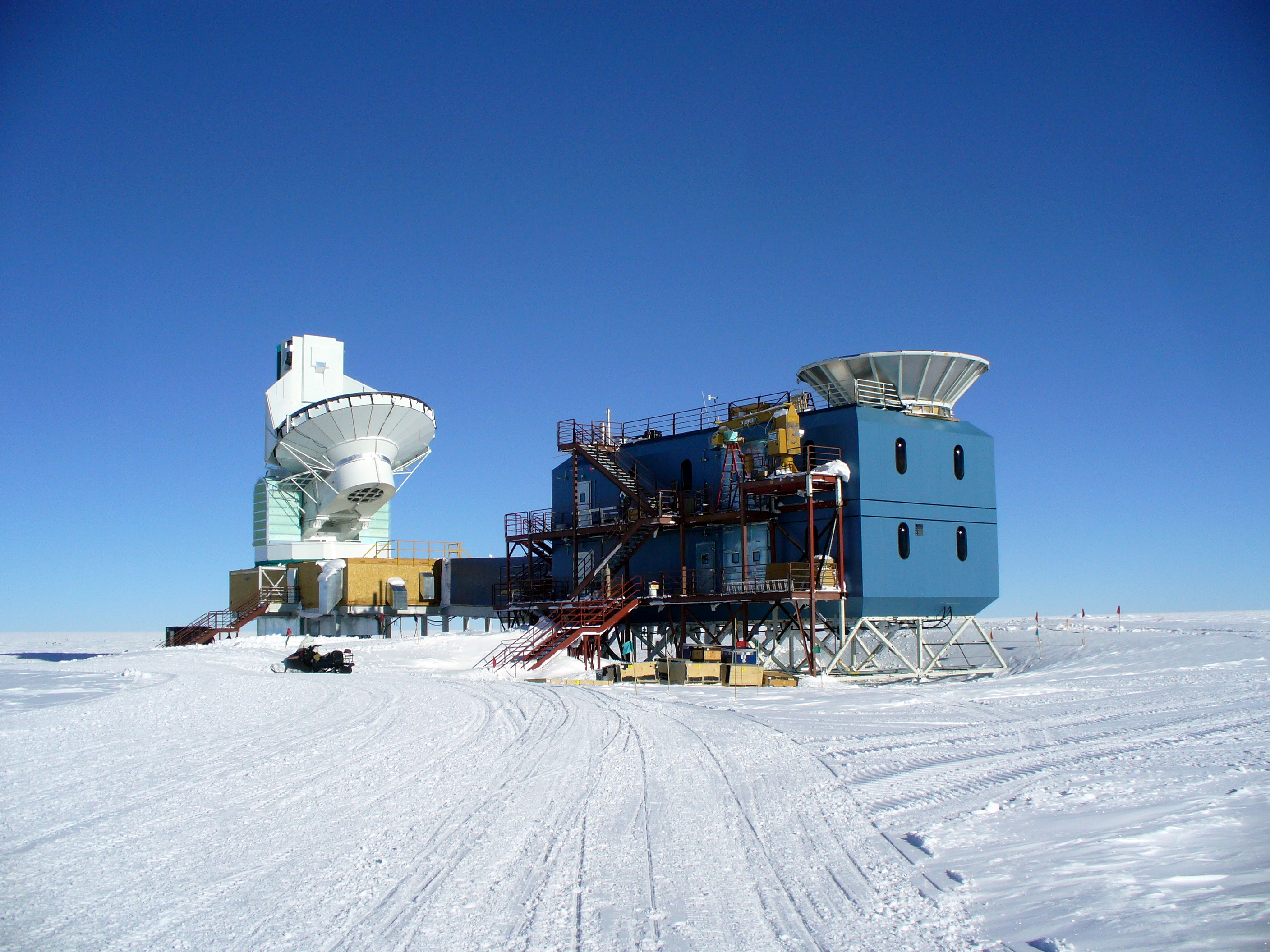
位於阿蒙森-斯科特南極站的暗區實驗室（dark sector laboratory，DSL）；左邊是南極望遠鏡，右邊BICEP2望遠鏡。

第二代BICEP望遠鏡的特色是大幅改良的焦平面陣列（focal plane array）；這陣列含有512個傳感器（256像素），每一個傳感器都是輻射熱測量計；它觀察波頻為150 GHz的微波。這台孔徑為26cm的望遠鏡取代了BICEP1望遠鏡；它運作於2010年至2012年之間。 
2014年3月17日，哈佛－史密松天体物理中心發言人報告，BICEP2望遠鏡探測到早期宇宙的引力波所形成的B模偏振。張量-標量比率為r = 0.20+0.07
−0.05，不支持零假設（r = 0），統計顯著性為7個標準差（減除前景貢獻後，5.9個標準差）。
可是，BICEP2團隊於6月19日在《物理評論快報》發佈的論文承認，觀測到的信號可能大部分是由銀河系塵埃的前景效應造成的，對於這結果的正確性持保留態度。必須要等到十月份普朗克數據分析結果發佈之後，才可做定論。。2015年1月30日，研究團隊承認對於資料的判讀錯誤，觀測到的信號無法排除掉銀河系輻射塵埃的影響，不足以證實這項結果就是早期宇宙的引力波所形成的B模偏振。

## 凱克陣列

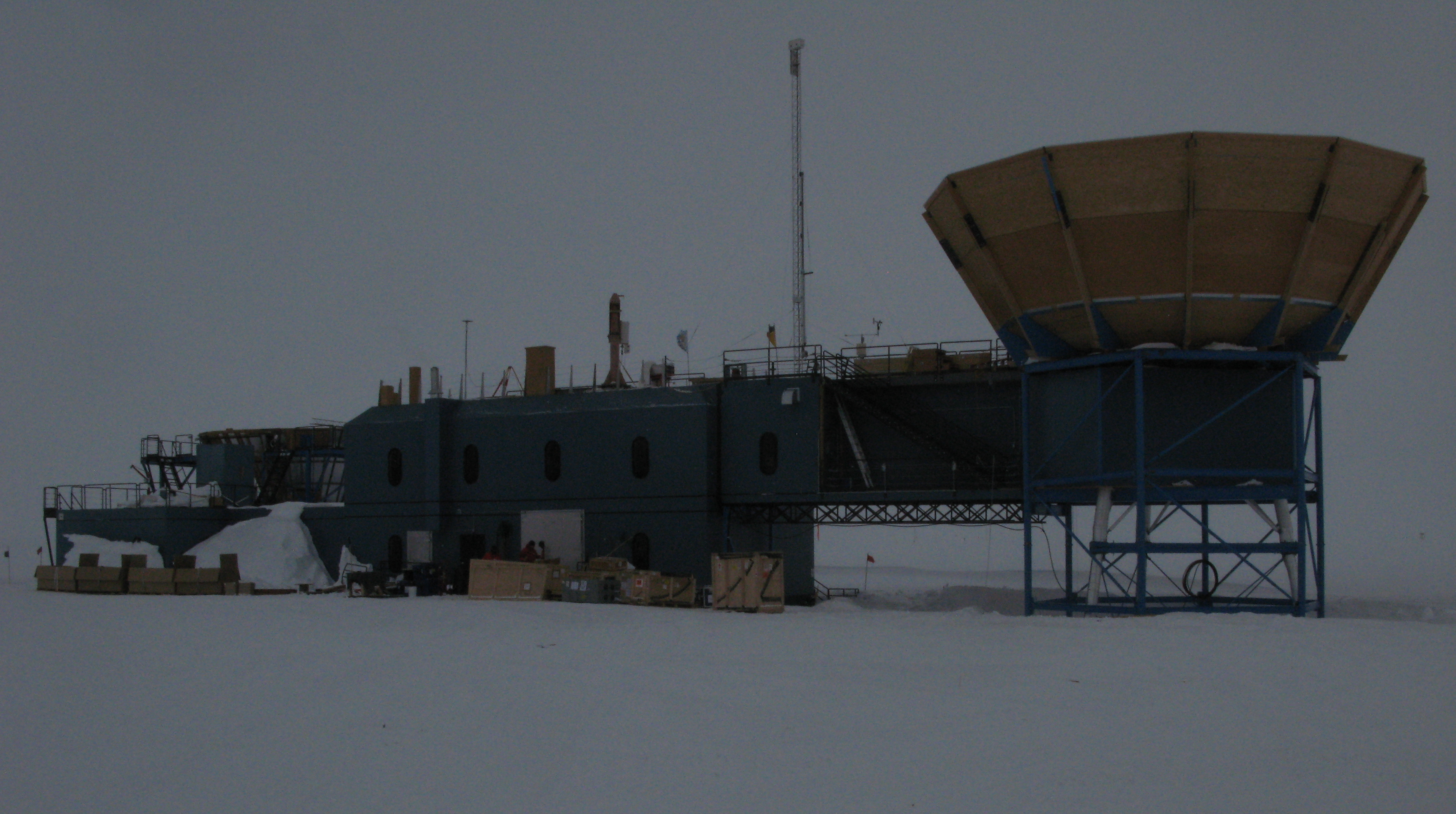
位於馬丁‧龐漠讓斯天文台的凱克陣列。

在BICEP望遠鏡附近的馬丁‧龐漠讓斯天文台（Martin Pomeranz Observatory），有一個先前安裝了度角尺度干涉儀的望遠鏡架，但自從度角尺度干涉儀除役後，就空著未被使用。凱克陣列就是建造在這個較大尺寸的望遠鏡架。
凱克陣列由五個探測器組成，每一個探測器的設計都與BICEP2類似，但採用脈管製冷機（pulse tube refrigerator）技術，而不是使用大型液態氦低溫貯存杜瓦瓶（cryogenic storage dewar）。
最早運作的三個探測器在2010至2011年的南半球夏季開始進行觀察。另外兩個在2012年開始觀察。直到2013年為止，所有探測器的操作波頻都在150 GHz；2013年，其中兩個探測器的操作波頻改為100 GHz的微波。每一個探測器裏面有一個折射望遠鏡，維持在4 K低溫，以及一個焦平面陣列；該陣列含有512個傳感器（256像素），每一個傳感器都是維持在250 mK低溫的輻射熱測量計。凱克陣列總共有2560個傳感器。
這項計畫的2,300,000美元經費來自於威廉‧凱克基金（W. M. Keck Foundation）和國家科學基金會等機構。

## BICEP3
在2012年凱克陣列建成後，繼續運作BICEP2已不再合乎經濟價值。空置的BICEP望遠鏡架上正在建造一個功能更為強大的BICEP3望遠鏡。它採用用於凱克陣列的嶄新科技，不再倚賴大型液態氦杜瓦瓶來製冷。
BICEP3望遠鏡將由一個單獨望遠鏡組成，與包含5個望遠鏡的凱克陣列內嵌同樣的2560個探測器，操作頻率為95 GHz。望遠鏡的孔徑為55 cm，能夠給出的數據吞吐量大約是整個凱克陣列的兩倍。缺點在於，較大的焦平面意味著較寬廣的視場（26°），天空中較為「骯髒」的部分也會進入望遠鏡視場之內。預計BICEP3將於2014至2015年南半球夏季正式開始運作。

## 參閱
- 宇宙學
- 宇宙暴脹
- 宇宙微波背景辐射
- 宇宙微波背景图
- 重力波 (相對論)